# Einat Kalisch-Rotem
Einat Kalisch-Rotem (en hébreu : עינת קליש-רותם) est une architecte et femme politique israélienne née le 3 septembre 1970 à Haïfa. Elle est maire d'Haïfa depuis 2018.
Kalisch-Rotem fait son service militaire dans l'armée de l'air israélienne.
En 1995, elle obtient un baccalauréat universitaire en architecture au Technion, puis une maîtrise en urbanisme du Technion. En 2007, elle obtient un doctorat en urbanisme de l'École polytechnique fédérale de Zurich.
Kalisch-Rotem est tête de liste pour Hayim B'Haifa (Vivre à Haïfa) lors de l'élection municipale de 2013. La liste obtient 15 % des voix et Kalisch-Rotem siège au conseil municipal.
Lors de l'élection municipale de 2018, Kalisch-Rotem mène la liste Vivre à Haïfa qui obtient le soutien du Parti travailliste (au niveau national), du Meretz et du Degel HaTorah. Elle bat confortablement le maire sortant Yona Yahav (56 % contre 38 %). Elle devient la première femme maire d'une des trois principales villes du pays (Haïfa, Tel-Aviv et Jérusalem),. Elle commence son mandat le 20 novembre 2018.